# Protambulyx strigilis
Protambulyx strigilis (tên tiếng Anh Streaked Sphinx) là một loài bướm đêm thuộc họ Sphingidae. Nó được biết đến ở những vùng đất thấp nhiệt đới và cận nhiệt đới từ Florida và khắp Trung Mỹ và Tây Ấn về phía nam tới Colombia, Ecuador, Peru, Bolivia, Venezuela, Guyana, Suriname, Guyane thuộc Pháp, Brasil và Argentina.
Sải cánh khoảng 108–134 mm. Cá thể trưởng thành mọc cánh vào tháng 3 và từ tháng 6 tới tháng 7 ở Florida, quanh năm ở Costa Rica, từ tháng 4 tới tháng 8 và tháng 10 tới tháng 12 ở Bolivia, tháng 4 ở Brasil và tháng 6 ở Peru.
Ấu trùng đã được ghi nhận ăn các loài cây Spondias dulcis, Spondias mombin, Spondias purpurea, Spondias cytherea, Astronium graveolens, Anacardium occidentale, Erythroxylon, Comocladia dodonea, Comocladia dentata, Simarouba glauca, Simarouba amara, Erythroxylum havanense, Eupatorium villosum, Lycopersicon, Sambucus australis và Schinus terebinthefolia. 

## Hình ảnh

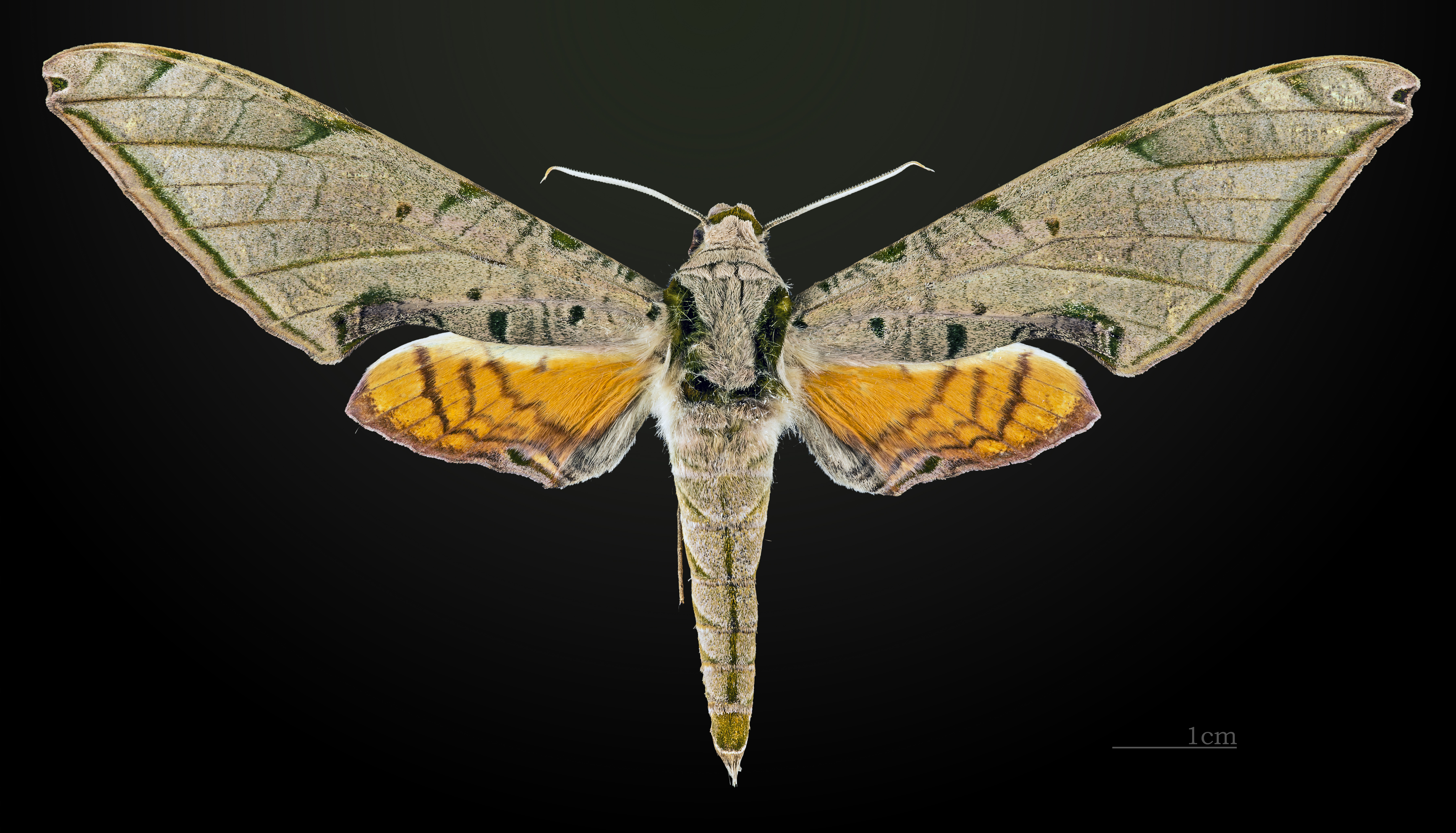
♂
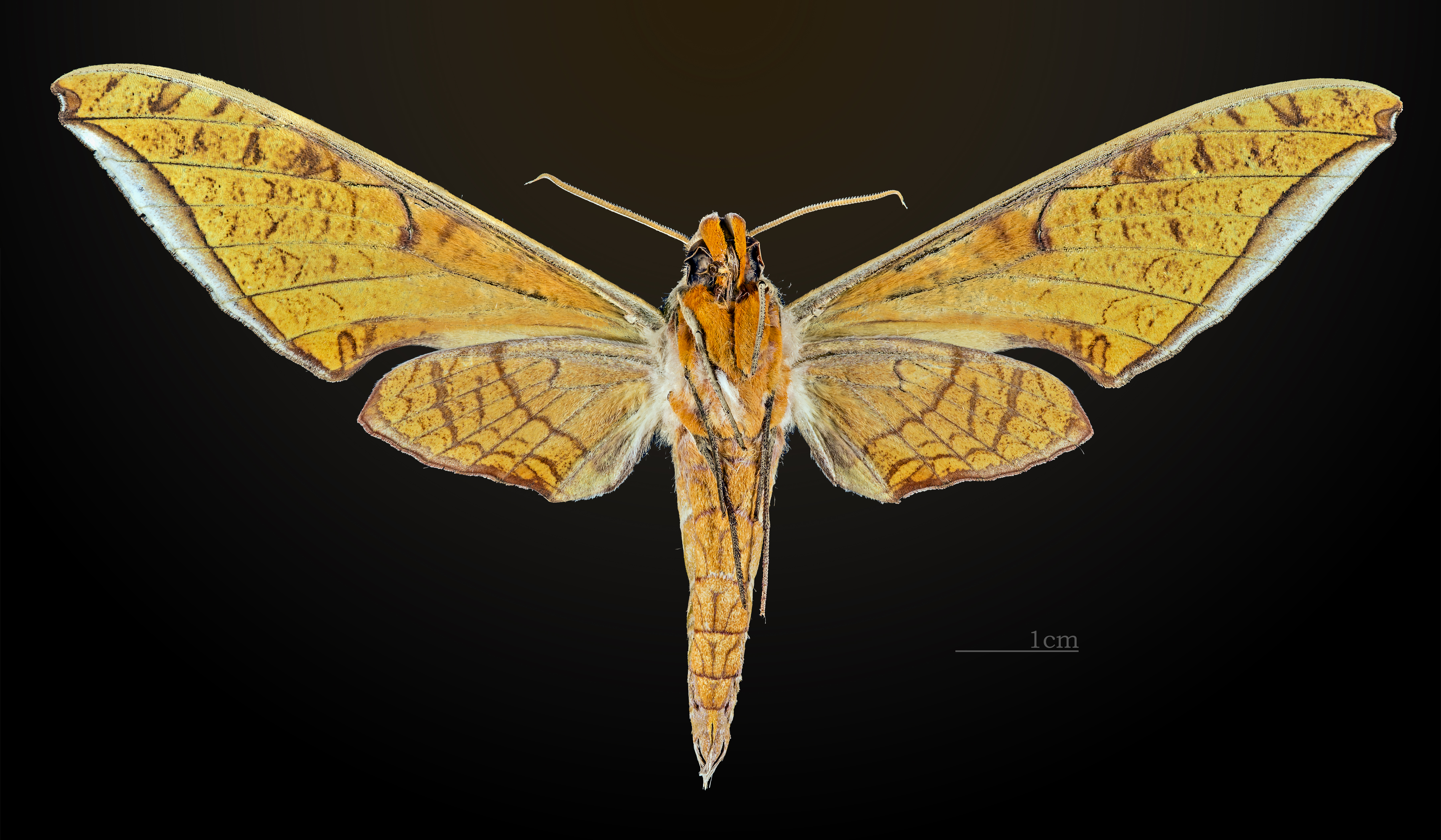
♂ △
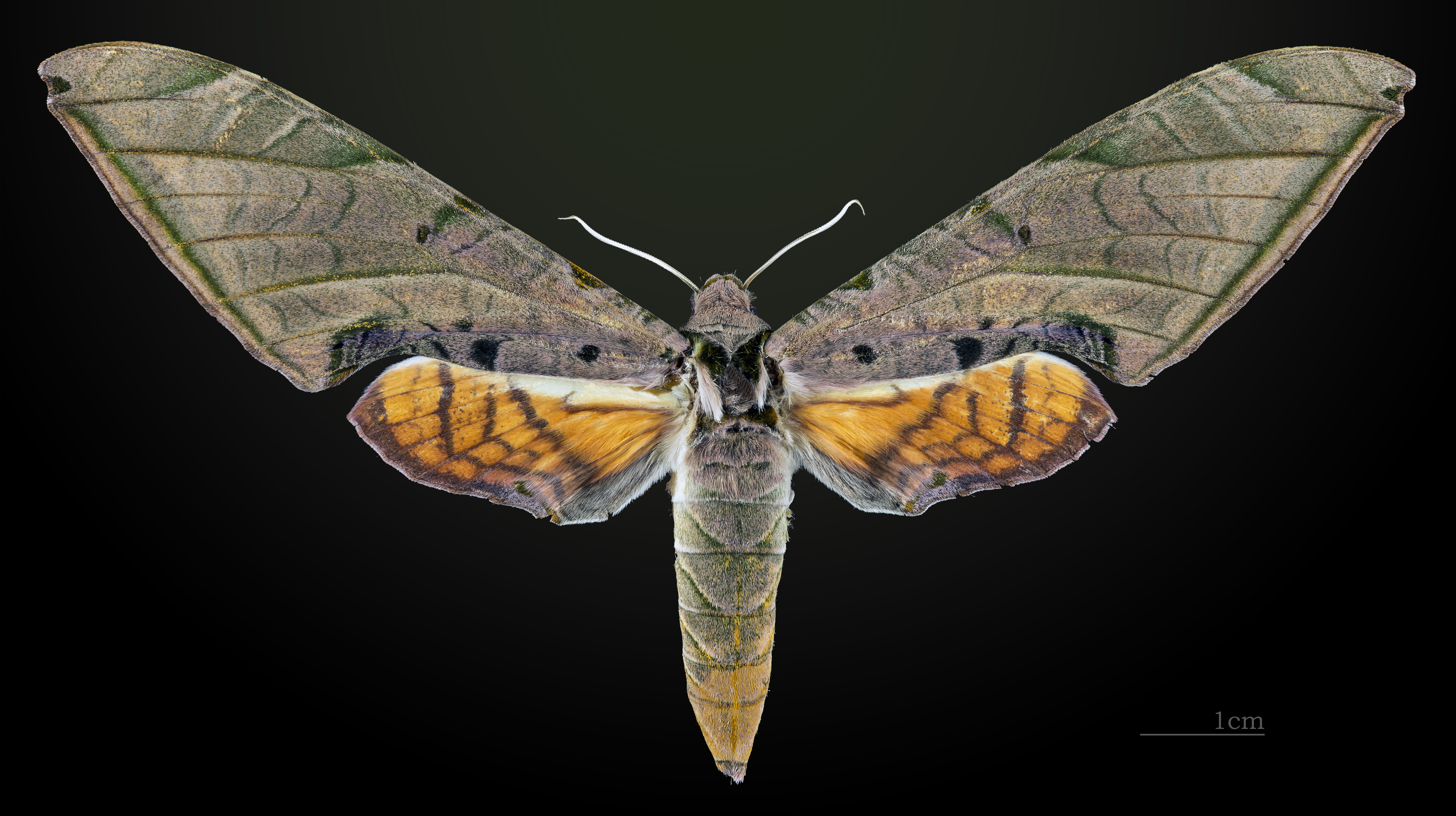
♀
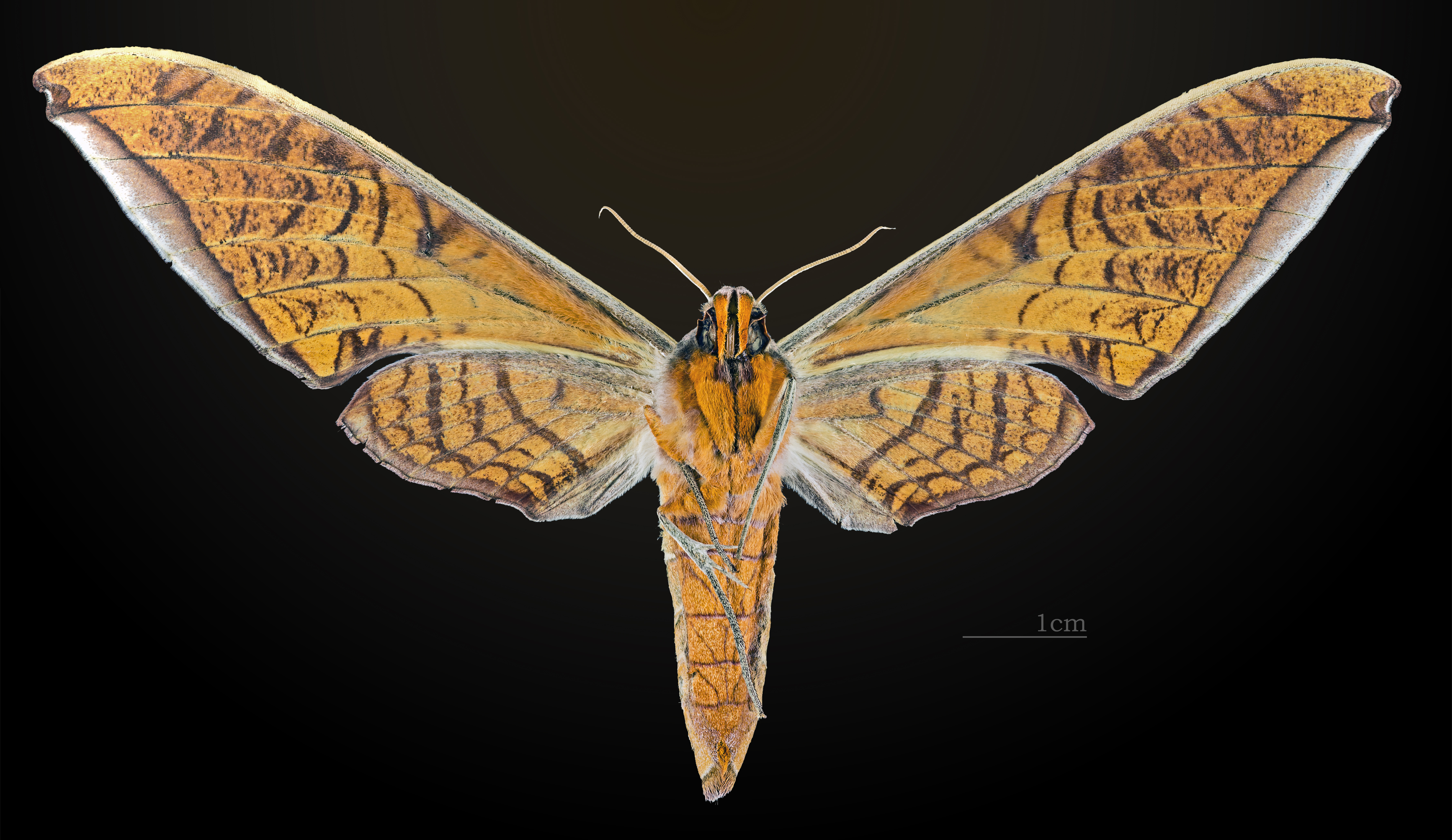
♀ △